# قطعنامه ۱۷۴۹ شورای امنیت
قطعنامه ۱۷۴۹ شورای امنیت سازمان ملل متحد که در تاریخ ۲۸ مارس ۲۰۰۷ تصویب شد، سندی بین‌المللی دربارهٔ بررسی وضعیت در مورد رواندا است. این قطعنامه طی نشست ۵۶۵۰ام با ۱۵ رای موافق، ۰ مخالف و ۰ ممتنع تصویب شد.